# Marcin Kubiak (astronom)
Marcin Antoni Kubiak – profesor doktor habilitowany astronomii (specjalność astrofizyka), tłumacz.
W 1986 otrzymał nagrodę Stowarzyszenia Tłumaczy Polskich. Dyrektor Obserwatorium Astronomicznego Uniwersytetu Warszawskiego w latach 1986–2008. Prezes Fundacji Astronomii Polskiej im. Mikołaja Kopernika. Wieloletni redaktor kwartalnika naukowego „Acta Astronomica”. Uczestnik projektu soczewkowania grawitacyjnego OGLE (ang. Optical Gravitational Lensing Experiment), współodkrywca między innymi planetoidy (471143) Dziewanna i układu planetarnego OGLE-2006-BLG-109. Autor znanej książki Gwiazdy i materia międzygwiazdowa przeznaczonej dla studentów astronomii. Tytuł profesorski otrzymał 25 kwietnia 1994. Był promotorem doktoratów Andrzeja Udalskiego, Grzegorza Pojmańskiego i Michała Szymańskiego. Członek Komitetu Astronomii Polskiej Akademii Nauk.  

## Publikacje
- tłumaczenie z ang. Eric M. Rogers(inne języki) Astronomia: rozwój teorii astronomicznych, PWN, 1966
- tłumaczenie z ang. Ludwig Oster Astronomia współczesna, PWN, 1978
- tłumaczenie z niem. Theo Mayer-Kuckuk(inne języki) Fizyka jądrowa, PWN, 1983
- tłumaczenie z ang. Paul Davis Fale Grawitacyjne, PWN, 1985
- Gwiazdy i materia międzygwiazdowa, 1994, ISBN 83-01-11304-9
- skrypt Gwiazdy. [dostęp 2022-07-08].